# Eupithecia humerata
Eupithecia humerata là một loài bướm đêm trong họ Geometridae.